# السمار (وشحة)

تعديل مصدري - تعديل

السمار هي إحدى قرى عزلة ضاعن بمديرية وشحة التابعة لمحافظة حجة، بلغ تعداد سكانها 388 نسمة حسب تعداد اليمن لعام 2004.